# Caerhun
Caerhun est une communauté du borough de comté de Conwy, au pays de Galles.
Elle est située dans le nord-ouest du borough de comté et comprend les villages et hameaux de Llanbedr-y-Cennin (en), Rowen (en), Tal-y-bont (en) et Tyn-y-groes (cy). Au recensement de 2011, elle comptait 1 292 habitants.